# マレーウオミミズク
マレーウオミミズク（学名：Ketupa ketupu）は、フクロウ科に分類される鳥の一種。東南アジア原産で、主に熱帯林や湿地帯に生息する。分布域が広く、個体数も安定しているため、IUCNのレッドリストでは低危険種とされている。

## 分類
ジャワ島から採集された標本を基に、1821年にトーマス・ホルスフィールドによって Strix ketupu として記載された。1831年にルネ＝プリムヴェール・レッソンによって、現在のシマフクロウ属に分類された。19世紀と20世紀にはいくつかの標本が記載された。
- Ketupa minor は1896年にヨハン・ビュッティコファー（英語版）によって発見され、ニアス島から2羽が採集された。翼弦長は29.5-30cm、尾長は14-14.5cm、嘴長は3.5cmと小型であった[4]。
- Bubo ketupu aagaardi は1935年にオスカー・ノイマン（英語版）によって発見された。タイのナラーティワート県から淡い色の標本が得られ、翼弦長は31.5-34.5cmであった[5]。
- Bubo ketupu pageli も1935年にノイマンによって発見され、ボルネオ島北東部の山岳地帯に生息する。体色は赤みがかっており、翼弦長は31-33cmであった[5]。

現在は以下の3亜種が認識されている。
- K. k. ketupu (Horsfield, 1821) - 西ベンガル州、アッサム州、タイ南部、ベトナム、マレー半島からリアウ諸島、スマトラ島、ブリトゥン島、ジャワ島、バリ島、ボルネオ島の多くの地域
- K. k. pageli (Neumann, 1936) - ボルネオ島北部
- K. k. minor Büttikofer, 1966 - ニアス島の固有種

K. k. aagaardi は K. k. ketupu と同一とされた。ミトコンドリアDNAの近縁性と一般的な外観の類似性に基づき、シマフクロウ属をワシミミズク属に含めることが提唱された。しかし系統解析の結果、シマフクロウ属は単系統群を形成していることが明らかになっている。

## 分布と生息地
バングラデシュ、ミャンマー、タイ、マレーシア、シンガポール、カンボジア、ラオス、ベトナム、スンダ列島に分布する。ココス諸島では繁殖しない。標高1,600mまでの熱帯林や河川、湖、養殖場の近くの淡水湿地に生息する。プランテーションや人家の庭でも見られる。

## 形態
体色は黄土色で、背中の羽毛は濃い黄褐色である。顔は青白く、眉毛は明るい茶色である。成体の体長は40-48cm、体重は1,028-2,100gと、シマフクロウ属の中では最も小さい種である。他のシマフクロウ属と同様に、頭の側面に目立つ羽角がある。翼と尾の羽毛は黄色で、暗褐色の幅広い縞模様がある。翼ははっきりと丸い形をしている。腹面は黄褐色、黄土色、または朽葉色であり、黒色の細い縞が入る。脚は長く、羽毛がない。爪は大きく力強く、湾曲しており、中趾の爪の下には鋭く縦に伸びたキールを持ち、他のワシミミズク類と同様に鋭い刃がある。魚を食べる昼行性の猛禽類とは異なり、狩りの際には足だけを水に入れる傾向があり、浅瀬に入って歩くこともある。羽は比較的硬く、初列風切の縁には綿羽が無い。他のフクロウは柔らかい羽と縁の構造によって音を立てずに飛行することが出来るが、本種の場合は音を出して羽ばたく。他のフクロウと異なり顔盤も深くないため、狩りにおいて音はあまり重要ではないと考えられる。他のほとんどのフクロウと異なり、嘴は目の下ではなく目の間にあり、「非常に陰気で不吉な表情」と表現される。足だけを水に入れることや、音を消す羽毛が無いことなど、同様の適応はアフリカのウオクイフクロウ属にも見られるが、直接の関連は無い。生息域が重ならない為、かつてはウオミミズクと同種と考えられていたが、身体的、解剖学的、生息地、行動上の相違点が数多くある。

## 生態と行動
鳴き声としてはシューという音や、クトゥークというガラガラ音などがあり、これらは7回ほど素早く繰り返される。またポフポフという大きな声や、タカのようなヒィーイーキーという甲高い声も記録されている。繁殖期前はかなり騒々しく、つがいは一度に数分間デュエットをすることもある。日中は葉の茂った木々に単独で隠れていることが多い。

### 食性
主に魚を食べるが、カニ、カエル、小型爬虫類、鳥類も捕食し、腐肉を餌とすることも知られている。ジャワ島で行われた胃の内容物の検査の結果、昆虫、アリ、シロアリ、キンギョ、マングローブヘビ、マレーガビアルの幼体、セキショクヤケイ、クマネズミ、オオコウモリなどが含まれていた。
ワニやジャワスカンクアナグマの死骸を漁った記録がある。他のフクロウのように固いペリットを作らず、骨、カエル、昆虫の死骸の破片をねぐらの下の地面に落とす。獲物の死骸は巣の中でしか見つかっておらず、他のフクロウのように巣の周囲や下では見つかっていない。主に岸辺から狩りをし、ウミワシのように急降下するが、羽を濡らすことは無い。浅い小川にも歩いて入り、そのような場所で餌を捕らえることもある。

### 繁殖と成長
卵はジャワ島西部では2月から4月にかけて、まれに5月にも見つかっており、マレー半島では9月から1月にも見つかっている。大きなシマオオタニワタリの上で営巣することが多いが、シダや苔に覆われた背の高い枝の分岐、ラン科の群集、樹洞でも営巣し、岩場や滝の裏側も使われる。巣の構造は単純であり、シダの表面を削ったものである。シロガシラトビなど、他の鳥の古巣を使用することもある。産卵数は1個であり、ネパールワシミミズクやマレーワシミミズクと並んで、フクロウの中で最も産卵数が少ない。卵は丸い楕円形で、色は鈍い白色である。ジャワ島西部での卵の大きさは平均して57.4mm×47mmであった。28-29日で孵化し、6週間後に巣立つ。大型の猛禽類としては成鳥が比較的早い。養殖場や観賞用の池の魚を食べることがあり、時には池の所有者から迫害を受けることもある。

## 脅威と保全
2008年にはジョホール州の貯蔵施設で、中国へ違法に輸出されるはずだった14羽のウオミミズクが発見された。ジャカルタでは、2010年と2012年に3つの市場で販売されていた。2015年には、323羽がオンラインで販売された。バンドン、ガルット、スラバヤ、デンパサールの野生動物市場でも取引されていた。
マレーシアでは野生生物保護法によって保護されており、絶滅のおそれのある野生動植物の種の国際取引に関する条約の付属書IIに掲載されている。マレーシアでは保護法に違反すると3,000リンギットの罰金か2年の懲役、またはその両方が科せられる。